# Mézières FR
| FR ist das Kürzel für den Kanton Freiburg in der Schweiz. Es wird verwendet, um Verwechslungen mit anderen Einträgen des Namens Mézières zu vermeiden. |

Mézières (Freiburger Patois Méjireⓘ) ist eine politische Gemeinde im Distrikt Glâne des Kantons Freiburg in der Schweiz. Seit dem 1. Januar 2004 gehört die vorher selbständige Gemeinde Berlens ebenfalls zu Mézières.

## Geographie
Mézières liegt auf 760 m ü. M., zwei Kilometer südsüdöstlich des Bezirkshauptortes Romont (Luftlinie). Das Bauerndorf erstreckt sich an aussichtsreicher Lage am Westhang des Höhenzuges zwischen der Glâne und der Neirigue, über der Ebene der Glâne südlich von Romont, im höheren Freiburger Mittelland.
Die Fläche des 9,2 km² grossen Gemeindegebiets umfasst einen Abschnitt des Molassehügellandes im Freiburger Mittelland. Im Westen gehört die bis zu 1 km breite Talebene am Oberlauf der Glâne zu Mézières. Von hier erstreckt sich der Gemeindeboden ostwärts über den Hang von Mézières auf den breiten Höhenrücken zwischen den Tälern von Glâne und Neirigue. Dieser Rücken ist im Kammbereich teilweise bewaldet und erreicht auf Les Brévires mit 851 m ü. M. den höchsten Punkt von Mézières, südlich davon liegt der Champ Montanney (840 m ü. M.), nördlich die Höhe La Croix (841 m ü. M.). Nach Nordosten reicht das Gemeindegebiet über die Höhe von Berlens bis an den Bachlauf der Neirigue und zur Flur Fin du Muay. Von der Gemeindefläche entfielen 1997 6 % auf Siedlungen, 13 % auf Wald und Gehölze und 81 % auf die Landwirtschaft.
Zu Mézières gehören das Dorf Berlens (810 m ü. M.) auf der Nordabdachung des Höhenrückens sowie einige Hofsiedlungen und Einzelhöfe. Nachbargemeinden von Mézières sind Romont, Villaz, Massonnens, Vuisternens-devant-Romont und Siviriez.

## Bevölkerung
Mit 1147 Einwohnern (Stand 31. Dezember 2023) gehört Mézières zu den kleineren Gemeinden des Kantons Freiburg. Von den Bewohnern sind 94,8 % französischsprachig, 1,9 % portugiesischsprachig, und 1,5 % sprechen Deutsch (Stand 2000). Die Bevölkerungszahl von Mézières belief sich 1850 auf 453 Einwohner, 1900 auf 577 Einwohner (inklusive Berlens). Im Verlauf des 20. Jahrhunderts pendelte die Bevölkerungszahl zwischen 550 und 620 Personen. Erst seit 1980 (586 Einwohner) wurde ein deutliches Bevölkerungswachstum verzeichnet.

## Wirtschaft
Mézières war bis in die zweite Hälfte des 20. Jahrhunderts ein vorwiegend durch die Landwirtschaft geprägtes Dorf. Noch heute haben die Milchwirtschaft, die Viehzucht und der Ackerbau einen wichtigen Stellenwert in der Erwerbsstruktur der Bevölkerung. Weitere Arbeitsplätze sind im lokalen Kleingewerbe (darunter in einer Sägerei) und im Dienstleistungssektor vorhanden. In den letzten Jahrzehnten hat sich das Dorf dank seiner attraktiven Lage auch zu einer Wohngemeinde entwickelt. Viele Erwerbstätige sind deshalb Wegpendler, die hauptsächlich in den Regionen Romont und Freiburg arbeiten.

## Verkehr
Die Gemeinde ist verkehrstechnisch recht gut erschlossen. Sie liegt an der Hauptstrasse von Romont nach Bulle. Am 1. Juli 1868 wurde die Eisenbahnlinie von Romont nach Bulle in Betrieb genommen; die Haltestelle Mézières wurde mittlerweile aber geschlossen. Durch die Buslinien der Transports publics fribourgeois, die von Romont nach Palézieux-Gare bzw. von Romont nach Bulle verkehren, ist Mézières an das Netz des öffentlichen Verkehrs angebunden.

## Geschichte
Das Gemeindegebiet von Mézières war schon sehr früh besiedelt, was durch Überreste eines römischen Gutshofs belegt werden konnte. Die erste urkundliche Erwähnung des Ortes erfolgte 1161 unter dem Namen Maseres. Später erschienen die Bezeichnungen de Maseriis (1179), Masieres (noch im 12. Jahrhundert), Maiseres (1228), Masseres, Maissiere (1251) und Mexieres (1453). Der Ortsname geht auf das lateinische Wort maceriae zurück, aus dem sich das altfranzösische maisière entwickelte. Beide Wörter haben die Bedeutung von Mauer, insbesondere von verfallenen Mauern, und bezeichnen demnach die Ruinen eines Gebäudes.

Altes Wappen von Mézières

Seit dem Ende des 14. Jahrhunderts bildete Mézières eine eigene Herrschaft, die aber vom Schloss Romont abhängig war und unter der Oberhoheit des Hauses Savoyen stand. Die Herrschaft kam 1756 nach zahlreichen Besitzerwechseln in den Besitz der Familie Diesbach von Freiburg. Berlens war ebenfalls eine eigene kleine Herrschaft.
Als die Berner 1536 das Waadtland eroberten, kamen die Dörfer unter die Herrschaft von Freiburg und wurden der Vogtei Romont zugeteilt. Nach dem Zusammenbruch des Ancien Régime (1798) gehörten Mézières und Berlens während der Helvetik und der darauf folgenden Zeit zum Bezirk Romont und wurden 1848 in den Bezirk Glâne eingegliedert. Mit Wirkung auf den 1. Januar 2004 wurde Berlens nach Mézières eingemeindet. Mit dieser Fusion erhielt die neue Gesamtgemeinde ein neues Wappen.

## Sehenswürdigkeiten

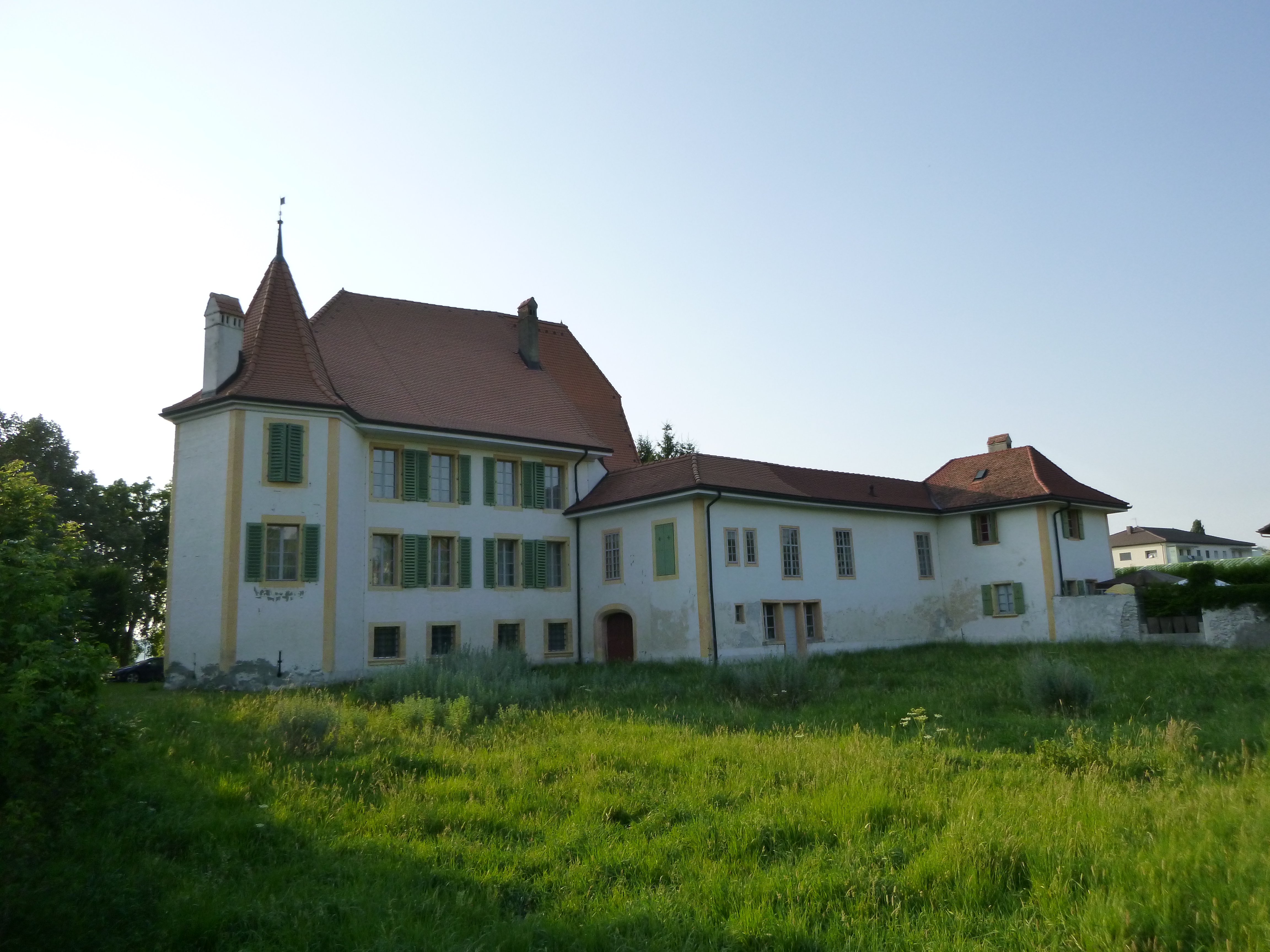
Château de Mézières

Die Pfarrei Mézières wird bereits 1228 erwähnt. Die heutige römisch-katholische Pfarrkirche Saint-Pierre-aux-Liens wurde in den Jahren 1937 bis 1939 erbaut. Neben der Kirche steht das Schloss Mézières, dessen Ursprung bis ins 12. Jahrhundert zurückgeht. Nachdem es in den Besitz der Familie Diesbach gekommen war, wurde es in der zweiten Hälfte des 18. Jahrhunderts komplett umgestaltet. Der rechteckige Bau besitzt einen polygonalen Treppenturm und über dem Portal das Wappen der Familie Diesbach; die Innenräume sind mit verschiedenen wertvollen Tapeten aus dem 18. Jahrhundert ausgestattet. Das Schloss beherbergt seit dem Oktober 2007 das Musée du Papier peint (Tapetenmuseum).